# العادات وآداب التعامل في هولندا
الهولنديون لديهم آداب تعامل تحكم السلوك الاجتماعي وتعتبر ذات أهمية. [بحاجة لمصدر] وبسبب الموقع الدولي لهولندا فقد كتب العديد من الكتب في هذا الشأن. بعض العادات قد لا تكون حقيقية في جميع المناطق وليست مطلقة. وبالإضافة إلى تلك التي تخص الهولنديين فإن العديد من النقاط العامة للآداب في أوروبا تنطبق على الهولنديين أيضاً.

## روابط خارجية ومصادر
- Dutch Ditz - Manners in the Netherlands (2nd print 2011), by Reinildis van Ditzhuyzen ISBN 978-90-230-1259-7 Website Reinildis van Ditzhuyzen (English).
- Dealing with the Dutch: A Guide for Visitors, New Residents and Better Business Relationships, by Jacob Vossestein.
- Dutch culture website
- Dutch customs
- International site on etiquette
- The UnDutchables, by White & Boucke.
- The Xenophobe's Guide to the Dutch, by Rodney Bolt.
- UnDutchables website